# 雙吻鋸魴鮄
雙吻鋸魴鮄，為輻鰭魚綱鮋形目牛尾魚亞目角魚科的其中一種，分布於東太平洋區，從加利福尼亞灣至厄瓜多海域，體長可達18公分，為底棲性魚類，屬肉食性。